# 스뱌토폴크 2세
스뱌토폴크 2세(우크라이나어: Святополк II Ізяславич 스뱌토폴크 이자슬라비치[*], 러시아어: Святополк II Изяславич 스뱌토폴크 이자슬라비치[*], 1050년 11월 8일 ~ 1093년 4월 13일)는 키예프 대공국의 대공(재위: 1093년 ~ 1113년)이다. 류리크 왕조 출신이며 세례명은 미하일이다.

## 생애
이자슬라프 1세 대공의 아들로 태어났다. 1078년부터 1088년까지 노브고로드(벨리키노브고로드) 공작을 역임했으며 1088년부터 1093년까지 투라우 공작을 역임했다.
1093년 프세볼로트 1세의 뒤를 이어 키예프 대공으로 즉위했다. 1093년에는 스투그나 강(Stugna) 전투에서 블라디미르 모노마흐와 함께 킵차크인 군대를 상대로 전투를 벌였지만 패배하고 만다.
키예프 대공을 역임하던 동안에는 키예프에 성 미하일 황금 돔 수도원을 건립했다. 1113년 4월 16일에 사망했으며 그의 시신은 성 미하일 황금 돔 수도원에 안치되었다.
| 전임 프세볼로트 1세 | 키예프 대공 1093년 ~ 1113년 | 후임 블라디미르 모노마흐 |